# Sainte-Paule (Ródano)
Sainte-Paule é uma comuna francesa na região administrativa de Auvérnia-Ródano-Alpes, no departamento de Ródano. Estende-se por uma área de 7,5 km². Em 2010 a comuna tinha 326 habitantes (densidade: 43,5 hab./km²).